# Miguel Guedes

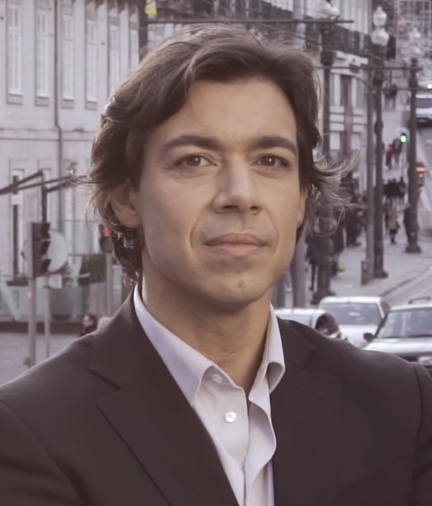
Miguel Guedes

Miguel Guedes (Porto, nascido a 10 de Maio de 1972) é um músico português e presidente e diretor artístico do Coliseu do Porto. É  licenciado em Direito pela Universidade de Coimbra. É  autor, intérprete e vocalista dos Blind Zero.
Desempenha as funções de Director da GDA (Gestão dos Direitos dos Artistas intérpretes e executantes) no Porto, no âmbito da gestão, cobrança e distribuição de Direitos conexos, tendo sido o representante da GDA na PassMúsica durante a sua primeira década de implantação, marca encarregada da cobrança da comunicação pública de música gravada em Portugal.
Foi agraciado, a 9 de Agosto de 2014, com a Medalha Municipal de Mérito - Grau Ouro, atribuída pela Câmara do Porto, a “quem tenha praticado actos de que advenham assinaláveis benefícios para a Cidade do Porto, melhoria das condições de vida da sua população, desenvolvimento ou difusão da sua arte, divulgação ou aprofundamento da sua história, ou outros actos de notável importância justificativos deste reconhecimento no campo artístico, científico, cultural ou profissional”

## Colaborações discográficas
- 1998 - Bodhi - The King
- 2001 - Teorema de Pitagoras (telefilme Sic) - "The Love Game"
- 2004 - Mão Morta - Gnoma
- 2007 - Vozes da Rádio - "Sete e Pico..." [D]
- 2007/- Steel Drumming - "Toca Zeca Afonso"
- 2007 - Adriano Hoje e Agora - Sou Barco [D]

[D] Gravado

## Trabalho e obra
É adepto do Futebol Clube do Porto e elemento do painel de comentadores do programa radiofónico "Grandes Adeptos" (que sucedeu a "Novos Artistas da Bola" e a "Artistas da Bola") na Antena 1 desde 2004.
É elemento do painel de comentadores do programa "Trio d'Ataque" na RTP3 desde 2010.
Em 2014, fez parte do grupo de jurados do programa "Factor X (Portugal) 2 edição", na SIC.
Em 2015, volta a estar presente no Porto Canal com o programa "Grandes Adeptos FCP".
É colunista semanal do Jornal de Notícias.
Colunista semanal no I (jornal) entre 2012 e 2015.
Colunista semanal de desporto do Público, entre 2004 e 2006, e do Jornal de Notícias em 2008.
Cronista semanal da revista Focus (Portugal) em 2009.
Director-adjunto e editor da revista "Cânhamo” (a primeira revista sobre substâncias psicotrópicas em Portugal).
Director do Centro de Estudos Cinematográficos de Coimbra, tendo trabalhado, também, como realizador e locutor na Rádio Universidade de Coimbra.
Colunista no Esquerda.Net, órgão de informação do partido português Bloco de Esquerda
Colabora regularmente com a comunicação social, como colunista, cronista e conferencista em temas relacionados com as áreas da política, cultura, desporto e das ciências sociais.